# Ostrowo (osada leśna w powiecie mogileńskim)
Ostrowo – osada leśna w Polsce położona w województwie kujawsko-pomorskim, w powiecie mogileńskim, w gminie Strzelno.
Położona nad Jeziorem Ostrowskim. 
W latach 1975–1998 miejscowość należała administracyjnie do województwa bydgoskiego.